# 4 Mei-beweging

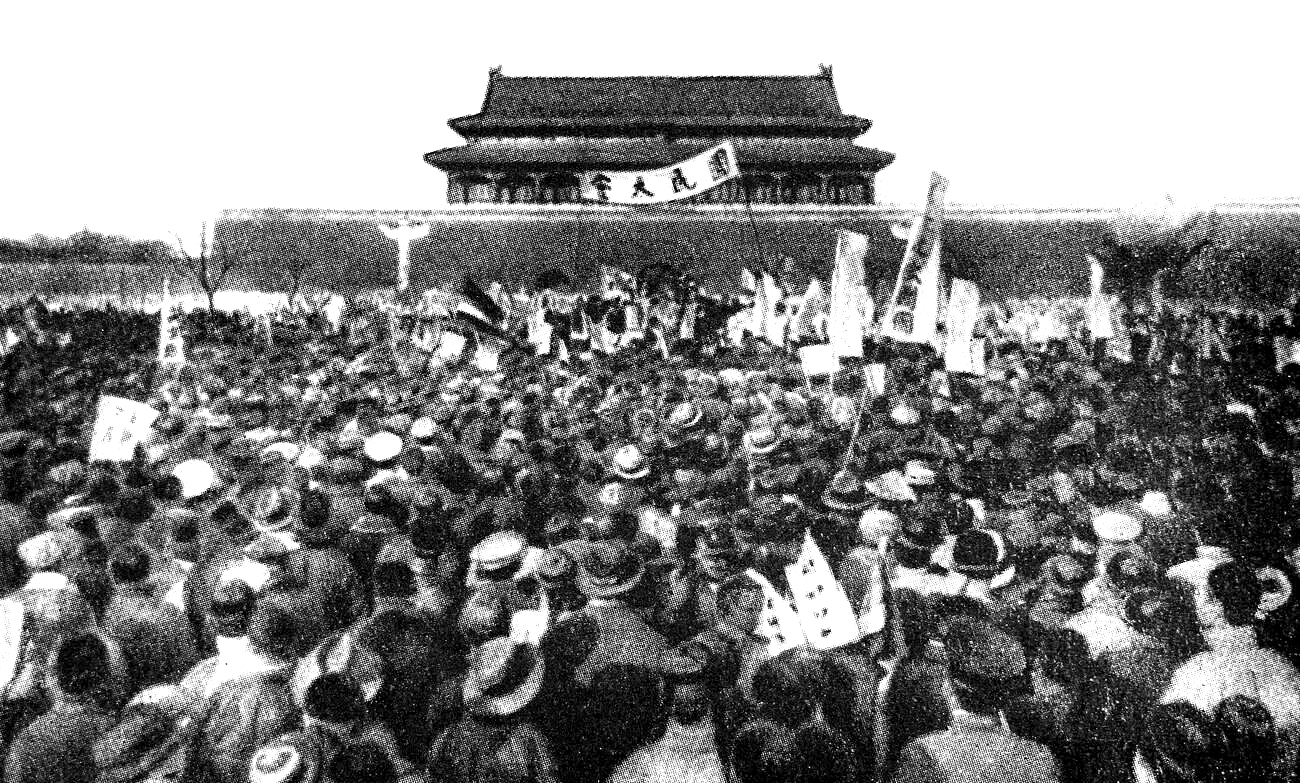
4 mei 1919, het begin van de 4 Mei-beweging. Protesten richten zich tegen het Verdrag van Versailles, dat de Duitse invloedssfeer in Shandong aan Japan toekent, en dus niet aan China teruggeeft.

De 4 Mei-beweging was een Chinese revolutionaire linkse intellectuele beweging die zich afkeerde van het Westerse imperialisme, maar zich tegelijkertijd liet inspireren door de Westerse ideeën over gelijkheid en nationalisme. De beweging is genoemd  naar 4 mei 1919 toen leden van de beweging op het Tiananmen-plein demonstreerden tegen het verdrag van Versailles en het onvermogen van de Chinese regering.
Om het onderwijs voor iedereen toegankelijker te maken wilde de 4 Mei-beweging de Chinese taal vereenvoudigen. De beweging had een grote aanhang onder studenten en intellectuelen en werd een vervanger voor het neo-confucianisme. Enkele leiders van de beweging staan aan de wieg van de Communistische Partij van China.
In de Volkrepubliek China is 4 mei elk jaar "de dag van de jongeren".
- Library of Congress Control Number: sh85024111
- Nationale Bibliotheek van Tsjechië: ph741469
- Nationale Bibliotheek van Israël: 987007285491105171